# Nujiang
För andra betydelser, se Nujiang (olika betydelser).
Nujiang är en autonom prefektur för lisu-folket i Yunnan-provinsen i sydvästra Kina. Prefekturen har fått sitt namn från det kinesiska namnet på floden Salween.

## Administrativ indelning
Nujiang består av två vanliga härad och två autonoma härad:
- Häradet Lushui (泸水县), 2 938 km², 160 000 invånare;
- Häradet Fugong (福贡县), 2 804 km², 90 000 invånare;
- Det autonoma häradet Gongshan för derung- och nu-folken (贡山独龙族怒族自治县), 4.506 km², 30 000 invånare;
- Det autonoma häradet Lanping för bai- och primi-folken (兰坪白族普米族自治县), 4 455 km², 190 000 invånare.